# 血統主義
血統主義（けっとうしゅぎ、英語: Bloodline Principle、ラテン語: jus sanguinis）とは、出生による国籍の定め方（生来的な国籍の取得）について、親との血縁で定める決定方法。これに対立する概念として、親の国籍を問わず出生した場所が自国内であれば国籍を付与するという出生地主義（しゅっしょうちしゅぎ、ラテン語: jus soli）がある。ただし、いずれの国も一方の方式で貫徹しているわけではなく、原則をどちらかにした上で､ 補充的に他方の決定方法を取り入れている。

## 概要

### 趣旨
いずれの国家においても、出生による国籍の取得を規定している。しかし、この場合の国籍を取得する条件は国家において異なっており、その1つに、出生地に関わらず親と同じ国籍を取得するという「血統主義」がある。これは、国家は血縁共同体・民族共同体としての性格を有しており、夫婦・親子から成る家族は血縁関係を基礎とするものであるため、民族の文化的伝統などと同様に国家の構成員である資格（国籍）も親から子へ伝承されるべきである、という考え方に基づいている。
血統主義のうち、父母の国籍が異なる場合に、父の国籍が自国のものであれば、母の国籍に関わらず、子に自国の国籍取得を認める主義を父系優先血統主義という。父母の一方の国籍が自国のものであれば、子に自国の国籍取得を認める主義を父母両系血統主義という。父母の両方の国籍がともに自国のものである場合のみ、子に自国の国籍取得を認める主義を完全両系血統主義という。

### 血統主義の制限・放棄
血統主義は自国内で生まれた子には無条件で適用されるが、一方で、自国外で自国の国籍を有する親から生まれた子については、自国の国籍が付与されない、自国の国籍の取得に一定の手続きを要する、などの規定を設ける国家もある。

### 出生地主義との併用
血統主義を厳格に適用しようとすると、父母が知れない場合、父母が無国籍である場合に、無国籍となる子が生ずる可能性がある。これを防止するため、血統主義を採用する国においても、補足的に出生地主義を採用し、自国で生まれた子に国籍を付与する規定も設けることが通例とされている。

## 各国の沿革

### 日本
日本では、1899年（明治32年）制定の旧国籍法（明治32年3月15日法律第66号）において父系優先血統主義が採用されており、1950年（昭和25年）制定の国籍法（昭和25年5月4日法律第147号）も諸外国の法律に合わせてこれを踏襲した。したがって、当時は、父が日本人である場合には母が外国人であっても子は日本国籍を取得できたが、父が外国人である場合には母が日本人であっても子は日本国籍を取得できなかった。
しかし、第二次世界大戦後、米軍が進駐し未婚混血児も増える中で、日本人女性から生まれて日本に居住する子が日本国籍を有しないケースが増え、沖縄の無国籍児という事例が社会問題として論議を呼び、父系優先血統主義への疑念が高まった。
さらに、1970年代以降に入り、1973年にフランスとフィリピンで、1974年にドイツで、国籍に関する法律を父母両系血統主義へ改正する国が現れてきた。1979年（昭和54年）12月18日には、第34回国際連合総会で女子に対するあらゆる形態の差別の撤廃に関する条約が採択され、日本も1980年（昭和55年）7月17日に署名し、1981年（昭和56年）9月3日に発効された。この条約の9条2項において、「締約国は、子の国籍に関し、女子に対して男子と平等の権利を与える。」と定めていることから、日本もこの条約を批准するために国籍法を父母両系血統主義に改める必要を生じた。
そこで、1984年（昭和59年）5月25日の国籍法改正により、父母両系血統主義となった。この改正により、国籍法2条に規定する出生による国籍の取得の条件について、1号の「出生の時に父が日本国民であるとき。」が「出生の時に父又は母が日本国民であるとき。」に変更され、旧3号の「父が知れない場合又は国籍を有しない場合において、母が日本国民であるとき。」は削除された。

### フランス
フランス革命以前は出生地主義によるフランス市民の要件が憲法に記されていた。
1804年3月21日のフランス民法典では、出生地主義を廃止し、血統主義の原則を採用した。また、フランス人を父として外国で生まれた子を、血統主義に基づいて、フランス人を認めることを規定している。
その後、1851年国籍法で移民三世は成年時にフランス子国籍を放棄しない限りフランス人とする加重的生地主義（double jus soli）が採用された。
1889年6月26日の改正民法では、出生地主義が拡張され、出生地主義を採用した。また、国籍喪失に関する規定が廃止・緩和されたことにより血統主義が純化された。
1927年の改正により、外国人の父とフランス人の母の間に生まれた嫡出子や法的に親子関係が確定した非嫡出子はフランス国籍を取得することが規定された。さらに、1973年1月9日の改正により、両親の一方がフランス人である子はフランス人であると規定された。

### ドイツ
1871年のドイツ帝国の成立の後、人々は各領邦の国籍を持ち、帝国内のいずれかの領邦の国籍を持つ者を自国民として扱う出生地主義のような制度を採用していた。
1913年7月22日、「ドイツ帝国及び邦の国籍に関する法律（ドイツ語: Reichs- und Staatsangehörigkeitsgesetz）」が制定され、ドイツ帝国統一国籍法が成立した。この時の国籍法の出生による国籍取得は、ドイツ人の父の嫡出子は出生により父の国籍を取得し、ドイツ人の非嫡出子は出生により母の国籍を取得し、ドイツ人の父により認知された子は父の国籍を取得する、と規定されていた。1889年にフランスが出生地主義の原則を取り入れたことにより、出生地主義の導入も検討されたが実現しなかった。この親子関係に基づく血統主義の国籍取得要件は、1999年の改正まで維持された。
1999年7月15日、国籍法は従来の血統主義の原則を大幅に改正し、出生地主義を補充的に導入し、ドイツ民族の性質を持たない者にドイツ国籍を付与する政策へと転換した。これにより、一定の条件下でドイツに居住する外国人の両親からドイツで生まれた子は、一定の居住・滞在条件を満たす場合に、ドイツの国籍を取得すると規定した。また、1999年12月31日以降に外国に居住するドイツ人が外国で生まれた子は、ドイツ国籍を取得しないものとした。